# جاي تي وول
جاي تي وول (بالإنجليزية: J. T. Wall)‏ هو لاعب كرة قدم أمريكية أمريكي، ولد في 12 سبتمبر 1979 في ميلدغفيل في الولايات المتحدة.